# Mesanthura bermudensis
Mesanthura bermudensis là một loài chân đều trong họ Anthuridae. Loài này được Kensley miêu tả khoa học năm 1994.